# Walter Brandmüller
Walter Brandmüller (Ansbach, 5 gennaio 1929) è un cardinale, arcivescovo cattolico e storico tedesco, dal 3 dicembre 2009 presidente emerito del Pontificio comitato di scienze storiche.

## Biografia
Walter Brandmüller è nato il 5 gennaio 1929 ad Ansbach, libero Stato di Baviera ed arcidiocesi di Bamberga, nella parte meridionale dell'allora Repubblica di Weimar (oggi Repubblica Federale di Germania). Proveniente da una famiglia protestante, si è convertito al cattolicesimo durante l'adolescenza.

### Ministero sacerdotale
Ha ricevuto l'ordinazione sacerdotale il 26 luglio 1953 a Bamberga, per imposizione delle mani di Joseph Otto Kolb, arcivescovo metropolita di Bamberga; si è incardinato, ventiquattrenne, come presbitero della medesima arcidiocesi.
Il 13 giugno 1998 papa Giovanni Paolo II lo ha nominato, sessantanovenne, presidente del Pontificio comitato di scienze storiche; è succeduto all'ottantenne Victor Saxer, dimissionario per raggiunti limiti d'età. In tale veste si è messo in evidenza per gli studi e le competenze di cui si è dimostrato capace collaborando spesso con il connazionale cardinale Joseph Ratzinger, all'epoca prefetto della Congregazione per la dottrina della fede, ad esempio all'atto dell'apertura degli Archivi della medesima congregazione.
È uno dei massimi sostenitori dell'ermeneutica della continuità, un paradigma di interpretazione del Concilio Vaticano II in linea con i Concili ecumenici e con il magistero precedente, in opposizione all'ermeneutica della rottura, sostenuta ad esempio dalla cosiddetta Scuola di Bologna, secondo la quale il Concilio Vaticano II per la sua novità segnerebbe un momento di svolta nella storia della Chiesa cattolica.
Il 3 dicembre 2009 papa Benedetto XVI ha accettato la sua rinuncia dalla presidenza del Pontificio comitato di scienze storiche per raggiunti limiti d'età, ai sensi del can. 354 del Codice di diritto canonico, divenendone presidente emerito all'età di quasi ottantuno anni; contestualmente gli è succeduto il sessantunenne Bernard Ardura, O.Praem., fino ad allora segretario del medesimo dicastero.

### Ministero episcopale e cardinalato
Il 20 ottobre 2010, al termine dell'udienza generale del mercoledì, papa Benedetto XVI ha annunciato la sua creazione a cardinale nel concistoro del 20 novembre seguente; avendo quasi ottantadue anni al momento dell'annuncio, non ha il diritto di entrare in conclave e di essere membro dei dicasteri della Curia romana, in conformità all'art. II § 1-2 del motu proprio Ingravescentem Aetatem, pubblicato da papa Paolo VI il 21 novembre 1970.
Il 4 novembre gli è stata assegnata la sede titolare di Cesarea di Mauritania con dignità di arcivescovo, a titolo personale, in conformità al motu proprio Cum Gravissima, pubblicato da papa Giovanni XXIII il 15 aprile 1962, il quale stabilisce che tutti i cardinali devono essere per regola ordinati vescovi. Ha ricevuto la consacrazione episcopale il 13 novembre seguente, presso la Chiesa di Santa Maria dell'Anima a Roma, per imposizione del cardinale Raffaele Farina, S.D.B., archivista e bibliotecario di Santa Romana Chiesa nonché suo ex collaboratore al Pontificio comitato di scienze storiche, assistito dai co-consacranti monsignori Ludwig Schick, arcivescovo metropolita di Bamberga, e Giuseppe De Andrea, arcivescovo titolare di Anzio ed assessore dell'Ordine equestre del Santo Sepolcro di Gerusalemme. Come suo motto episcopale il neo arcivescovo Brandmüller ha scelto Ignem in terram, che tradotto vuol dire "Fuoco in terra" (Lc 12, 49).
Durante il concistoro del 20 novembre, svoltosi alle ore 10:30 presso la Basilica di San Pietro in Vaticano, gli sono stati conferiti la berretta, l'anello cardinalizio e la diaconia di San Giuliano dei Fiamminghi, vacante dal 10 gennaio 2005, giorno della morte del cardinale belga Jan Pieter Schotte, C.I.C.M., presidente dell'Ufficio del lavoro della Sede Apostolica. Ha preso possesso della sua diaconia durante una cerimonia svoltasi il 6 marzo 2011 alle ore 10:30.
Dopo la rinuncia di papa Benedetto XVI, per via dell'età non ha potuto prendere parte al conclave del 2013, che si è concluso con l'elezione al soglio pontificio del cardinale Jorge Mario Bergoglio, arcivescovo metropolita di Buenos Aires, con il nome di Francesco.
Il 5 ottobre dello stesso anno il papa lo ha nominato suo inviato speciale alle celebrazioni del 450º anniversario della chiusura del Concilio di Trento, svoltasi il 1º dicembre successivo presso il Duomo di Trento.
È uno dei cardinali che ha celebrato la messa tridentina dopo la riforma liturgica.
Il 27 giugno 2019 ha diramato alla stampa un commento fortemente critico nei confronti del documento programmatico pubblicato in preparazione del Sinodo sull'Amazzonia, svoltosi il 6 ottobre in Vaticano. Il cardinale ha definito l'Instrumentum laboris come un testo viziato da eresia e apostasia.

## Genealogia episcopale
La genealogia episcopale è:
- Cardinale Scipione Rebiba
- Cardinale Giulio Antonio Santorio
- Cardinale Girolamo Bernerio, O.P.
- Arcivescovo Galeazzo Sanvitale
- Cardinale Ludovico Ludovisi
- Cardinale Luigi Caetani
- Cardinale Ulderico Carpegna
- Cardinale Paluzzo Paluzzi Altieri Degli Albertoni
- Papa Benedetto XIII
- Papa Benedetto XIV
- Cardinale Enrique Enríquez
- Arcivescovo Manuel Quintano Bonifaz
- Cardinale Buenaventura Córdoba Espinosa de la Cerda
- Cardinale Giuseppe Maria Doria Pamphilj
- Papa Pio VIII
- Papa Pio IX
- Cardinale Gustav Adolf von Hohenlohe-Schillingsfürst
- Arcivescovo Salvatore Magnasco
- Cardinale Gaetano Alimonda
- Cardinale Agostino Richelmy
- Vescovo Giuseppe Castelli
- Vescovo Gaudenzio Binaschi
- Arcivescovo Albino Mensa
- Cardinale Tarcisio Bertone, S.D.B.
- Cardinale Raffaele Farina, S.D.B.
- Cardinale Walter Brandmüller